# بفاندریانا-آواراترا
بفاندریانا-آواراترا (به لاتین: Befandriana-Avaratra) یک منطقهٔ مسکونی در ماداگاسکار است که در بفندریانا-نورد واقع شده‌است. بفاندریانا-آواراترا ۱۳٬۰۰۰ نفر جمعیت دارد و ۲۷۸ متر بالاتر از سطح دریا واقع شده‌است.